# لوسيلوس
لوسيلوس (بالإنجليزية: Lucillos)‏ هي بلدية ومدينة في منطقة الحكم الذاتي كاستيا-لا مانتشا وتقع في مقاطعة طليطلة في وسط إسبانيا. تبلغ مساحة هذه المدينة 40 (كم²)، ويبلغ عدد سكانها 632 نسمة حسب إحصاء المعهد الوطني الإسباني سنة 2008 م.